# Jarnell Stokes
Jarnell D'Marcus Stokes (Memphis, 7 gennaio 1994) è un ex cestista statunitense.

## Carriera

### NBA

#### Memphis Grizzlies
Dopo tre stagioni in NCAA con i Tennessee Volunteers (di cui l'ultima chiusa con oltre 15 punti e 10 rimbalzi di media) viene scelto alla 35ª chiamata del Draft 2014 dagli Utah Jazz, nello stesso giorno viene ceduto ai Memphis Grizzlies per una scelta futura.

#### Miami Heat
L'11 novembre 2015 venne ceduto ai Miami Heat, insieme al compagno di squadra Beno Udrih, in cambio di Mario Chalmers e James Ennis.
I Miami Heat lo spedirono spesso in D-League tanto che il 29 gennaio disputò l'All-Star Game della manifestazione con il team dell'est.
Con la franchigia della Florida Jarnell disputa poche partite (5 per la precisione) e il 18 febbraio 2016 viene scambiato ai New Orleans Pelicans in cambio di una somma di denaro. Tuttavia i Pelicans lo tagliano il giorno successivo.

#### La D-League: Sioux Falls Skyforce
Il 27 febbraio viene acquistato dai Sioux Falls Skyforce con cui a fine anno vincerà la NBDL laureandosi oltre che campione MVP delle Finals e della D-League stessa.

#### Denver Nuggets
Il 15 settembre 2016 firmò un contratto coi Denver Nuggets. Tuttavia lui in pre-season si giocò il 15º posto in squadra con Robbie Hummel e Nate Wolters. Alla fine riesce a spuntarla lui per il 15º posto in squadra firmando un contratto non garantito da 2,031 milioni di dollari in 2 anni. Tuttavia il 15 novembre 2016 venne tagliato. Il suo posto in squadra venne preso da Alonzo Gee.

## Statistiche

### College
| Anno      | Squadra          | PG | PT | MP   | TC%  | 3P% | TL%  | RP   | AP  | PRP | SP  | PP   |
| --------- | ---------------- | -- | -- | ---- | ---- | --- | ---- | ---- | --- | --- | --- | ---- |
| 2011-2012 | Tenn. Volunteers | 17 | 14 | 25,6 | 52,9 | 0,0 | 56,9 | 7,4  | 0,7 | 0,9 | 1,4 | 9,6  |
| 2012-2013 | Tenn. Volunteers | 33 | 33 | 28,8 | 52,8 | -   | 56,7 | 9,6  | 1,3 | 0,7 | 1,1 | 12,4 |
| 2013-2014 | Tenn. Volunteers | 37 | 37 | 32,4 | 53,1 | -   | 69,6 | 10,6 | 2,0 | 0,7 | 0,9 | 15,1 |
| Carriera  | Carriera         | 87 | 84 | 29,7 | 53,0 | 0,0 | 62,8 | 9,6  | 1,5 | 0,7 | 1,1 | 13,0 |

### NBA

#### Regular Season
| Anno      | Squadra           | PG | PT | MP  | TC%  | 3P% | TL%  | RP  | AP  | PRP | SP  | PP  |
| --------- | ----------------- | -- | -- | --- | ---- | --- | ---- | --- | --- | --- | --- | --- |
| 2014-2015 | Memphis Grizzlies | 19 | 2  | 6,6 | 56,8 | 0,0 | 53,6 | 1,8 | 0,2 | 0,3 | 0,3 | 3,0 |
| 2015-2016 | Memphis Grizzlies | 2  | 0  | 2,0 | 0,0  | 0,0 | -    | 1,0 | 0,0 | 0,0 | 0,0 | 0,0 |
| 2015-2016 | Miami Heat        | 5  | 0  | 2,8 | 60,0 | 0,0 | 50,0 | 0,4 | 0,2 | 0,2 | 0,0 | 1,4 |
| 2016-2017 | Denver Nuggets    | 2  | 0  | 3,5 | 100  | 0,0 | 50,0 | 1,0 | 1,0 | 0,5 | 0,0 | 1,5 |
| Carriera  | Carriera          | 28 | 2  | 5,4 | 58,1 | 0,0 | 53,1 | 1,4 | 0,3 | 0,3 | 0,2 | 2,4 |

### G League

#### Regular Season
| Anno       | Squadra           | PG | PT | MP   | TC%  | 3P%  | TL%  | RP   | AP  | PRP | SP  | PP   |
| ---------- | ----------------- | -- | -- | ---- | ---- | ---- | ---- | ---- | --- | --- | --- | ---- |
| 2014-2015  | Iowa Energy       | 23 | 14 | 32,1 | 61,7 | -    | 69,8 | 11,3 | 1,1 | 0,7 | 0,8 | 15,1 |
| 2015-2016† | S. Falls Skyforce | 28 | 28 | 30,7 | 66,5 | 44,4 | 66,7 | 9,3  | 1,1 | 1,1 | 0,7 | 20,6 |
| 2018-2019  | S. Falls Skyforce | 6  | 5  | 27,2 | 60,0 | 16,7 | 70,6 | 9,8  | 2,0 | 1,0 | 1,5 | 15,2 |
| 2018-2019  | Memphis Hustle    | 2  | 1  | 24,6 | 65,5 | 20,0 | 25,0 | 8,0  | 2,5 | 0,0 | 0,5 | 20,0 |
| Carriera   | Carriera          | 59 | 48 | 30,7 | 64,3 | 30,0 | 67,5 | 10,1 | 1,3 | 0,9 | 0,8 | 17,9 |

#### Playoffs
| Anno     | Squadra           | PG | PT | MP   | TC%  | 3P%  | TL%  | RP  | AP  | PRP | SP  | PP   |
| -------- | ----------------- | -- | -- | ---- | ---- | ---- | ---- | --- | --- | --- | --- | ---- |
| 2016†    | S. Falls Skyforce | 7  | 7  | 29,4 | 72,6 | 33,3 | 71,4 | 8,7 | 2,4 | 0,6 | 0,6 | 21,1 |
| Carriera | Carriera          | 7  | 7  | 29,4 | 72,6 | 33,3 | 71,4 | 8,7 | 2,4 | 0,6 | 0,6 | 21,1 |

## Palmarès
- Campione NBA D-League (2016)
- NBDL MVP (2016)
- NBDL Finals MVP (2016)
- All-NBDL First Team (2016)